# Mariano Escoto
Mariano Escoto (em latim: Marianus Scotus; 1028–1082 ou 22 de dezembro de 1083 (55 anos)) foi um monge irlandês e cronista do século XI e membro da missão hiberno-escocesa, batizado Máel Brigte (em irlandês moderno: Maelbhríde - "Servo de [Santa] Brígida").

## Vida
Mariano foi educado por um tal Tigernach e, depois de tornar-se monge em 1052, cruzou o Canal da Mancha em direção do continente em 1056 e passou a viver na Abadia de São Martinho, em Colônia, e na Abadia de Fulda. Mudou-se depois para Mogúncia (Mainz), onde morreu em 22 de dezembro de 1082 ou 1083 e foi enterrado na Catedral de Mogúncia.
Mariano escreveu uma crônica ("Chronicon"), que se propõe ser uma história universal da criação do mundo até 1082. A crônica de Mariano ficou muito famosa durante a Idade Média e, na Inglaterra, foi extensivamente utilizada por João de Worcester e outros escritores medievais. Impresso pela primeira vez em Basileia, em 1559, foi editada depois com uma introdução por Georg Waitz para a coleção "Monumenta Germaniae Historica. Scriptores" (Bd. v). 